# Richard Karp
Pour les articles homonymes, voir Karp.
Richard Manning Karp (né le 3 janvier 1935 à Boston dans le Massachusetts) est un chercheur américain connu notamment pour ses recherches en optimisation combinatoire et théorie de la complexité. Il a reçu le prix Turing en 1985 pour ses travaux.

## Biographie
Richard Karp est le fils d'Abraham et Rose Karp.
Il est entré à l'université Harvard, où il reçut son Bachelor's degree en 1955, son Master's degree en 1956, et son Ph.D. de mathématiques appliquées en 1959,. 
Il a ensuite travaillé pour IBM au centre de recherche Thomas J. Watson. 
En 1968, il devient professeur d'informatique et de mathématiques à l'université de Californie à Berkeley, où il reste ensuite, à l'exception d'une période de quatre ans comme professeur à l'université de Washington.
Il a été le directeur de thèse de Narendra Karmarkar, Noam Nisan et Rajeev Motwani entre autres.

## Travaux
Richard Karp a surtout travaillé en algorithmique et en théorie de la complexité. Parmi ses contributions importantes, on compte notamment les points suivants.
- En 1971 il a développé, avec Jack Edmonds, l'algorithme d'Edmonds-Karp pour résoudre le problème de flot maximum dans les réseaux[4].
- En 1972 il a publié un article fondateur en théorie de la complexité, dans lequel il prouve la NP-complétude de 21 problèmes[5].
- En 1973, il publie avec John Hopcroft, l'algorithme de Hopcroft-Karp pour un problème de couplage[6].
- En 1980, il prouve avec Richard J. Lipton, le théorème de Karp-Lipton, en théorie de la complexité[7].
- En 1987, il a codéveloppé l'algorithme de Rabin-Karp[8].

Il s'intéresse actuellement à la bio-informatique.

## Prix et distinctions
- 1985 prix Turing[2]
- 1987 Conférence von Neumann
- 1990 prix de théorie John-von-Neumann[9]
- 1996 National Medal of Science
- 2004 Médaille Benjamin Franklin en informatique pour ses travaux sur la complexité algorithmique

Il fut cité de la façon suivante lors de la remise du prix Turing : « Pour ses contributions continues à la théorie des algorithmes, notamment le développement d'algorithmes efficaces pour les réseaux et d'autres problèmes d'optimisation combinatoires, l'identification de calculabilité en temps polynomial avec la notion intuitive d'algorithme efficace, et surtout, ses contributions à la théorie de la NP-complétude. Karp a introduit la méthodologie désormais classique pour prouver qu'un problème est NP-complet, ce qui a permis d'identifier de nombreux problèmes pratiques et théoriques comme étant difficiles à calculer. »

## Source
- M. Gondran et M. Minoux, Graphes et algorithmes, Eyrolles, coll. « Dir. Ét. & Rech. EDF », 1979 (réimpr. 1984, 1995, 2009 chez Lavoisier: 4e éd.), 546 p.